# Шпендівка
Шпе́ндівка — село в Україні, в Обухівському районі Київської області. Населення становить 730 осіб. Тут змальовував пейзажі майстерний художник М.Ю. Кокін.
Спендівка, село в степовій східній частині повіту, в 4-х верстах від Вінцентівки, при струмочку, в річку Горохуватку впадає. Жителів обох статей 1173, в 1790 році в 40 дворах було 423 обох статей; землі в маєтку нараховується 1945 десятин. У минулому (XVIII) столітті, ці місця зараховувалися до Кагарлицького староства. Нині маєток належить Михайлу Яковичу Рудницькому, (латинського віросповідання, народився 1828 року, син Сигізмунд, народився 1853 року). 
Церква в ім'я Іоанна Богослова дерев'яна, побудована в 1790 році. По штатах зарахована до 4-го класу; землі має 36 десятин. До побудови її, жителі зараховувалися до церкви с. Вінцентівка // Сказания о населенных местностях Киевской губернии или Статистические, исторические и церковные заметки о всех деревнях, селах, местечках и городах, в пределах губернии находящихся / Собрал Л. Похилевич. - Біла Церква: Видавець О. В. Пшонківський, 2005. - с.419-420
Метричні книги, клірові відомості, сповідні розписи церкви св. Іоанна Богослова с. Спендівка (Шпендівка) Вінцентівської волості Васильківського пов. Київської губ. зберігаються в ЦДІАК України. http://cdiak.archives.gov.ua/baza_geog_pok/church/spen_001.xml

## Населення

### Мова
Розподіл населення за рідною мовою за даними перепису 2001 року:
| Мова       | Кількість | Відсоток |
| ---------- | --------- | -------- |
| українська | 716       | 98.08%   |
| російська  | 13        | 1.78%    |
| румунська  | 1         | 0.14%    |
| Усього     | 730       | 100%     |